# Willi Görlach
Willi Görlach (* 27. Dezember 1940 in Butzbach) ist ein deutscher Politiker (SPD).

## Leben und Werk
Nach dem Abschluss der Realschule und einer Mechanikerlehre legte Görlach auf dem Zweiten Bildungsweg seine Abiturprüfung ab und absolvierte ein Lehramtsstudium. Er unterrichtete anschließend als Berufsschullehrer in Butzbach.
Mit 19 Jahren trat er in die SPD ein, in der er zahlreiche Funktionen ausübte; so war er von 1980 bis 1988 Bezirksvorsitzender Hessen-Süd und von 1981 bis 1988 stellvertretender Landesvorsitzender seiner Partei.
Er vertrat die SPD von 1968 bis 1973 im Kreistag des Kreises Friedberg, später Wetterau, und gehörte von 1970 bis 1989 dem Hessischen Landtag an, dabei wurde er bei der Landtagswahl in Hessen 1983 im Wahlkreis Wetterau I gewählt. In den Jahren 1973 und 1974 war er SPD-Fraktionsvorsitzender.
Von 1974 bis 1987 bekleidete er verschiedene Ministerposten in Hessen, meist mit Verantwortlichkeit für das Umweltressort. In seine Amtszeit fällt das Erstarken der Umweltbewegung und die Entstehung der Grünen als neue Partei, der er zunächst skeptisch gegenüberstand. 
Nach seinem Ausscheiden aus dem Hessischen Landtag gehörte Görlach von 1989 bis 2004 dem Europäischen Parlament an.

## Ehrungen
- 1983: Verdienstkreuz 1. Klasse der Bundesrepublik Deutschland
- 2002: Großes Verdienstkreuz der Bundesrepublik Deutschland